# Minimalinvasive Strabismuschirurgie
Minimalinvasive Strabismuschirurgie (MISS) wird die Technik einer Augenmuskeloperation genannt, bei der im Gegensatz zu herkömmlichen Operationsverfahren der Zugang zum Operationsgebiet lediglich mit sehr kleinen Eröffnungen der Bindehaut ermöglicht wird. Das Verfahren wurde im Wesentlichen von dem Schweizer Augenarzt Daniel Mojon ab etwa 2007 klinisch eingeführt, nachdem der belgische Augenarzt Marc Gobin den Ansatz 1994 in einem französischsprachigen Fachbuch erstmals beschrieben hatte.

## Indikation
MISS gilt als ein Verfahren, das bei allen Formen von Schielerkrankungen anwendbar ist und folgende OP-Methoden unterstützt: Rücklagerungen, Faltungen, Resektionen, Faden-OP (nach Cüppers), Transpositionen und Wiedervorholungen von geraden Augenmuskeln sowie Rücklagerungen und freie und instrumentelle Faltungen von schrägen Augenmuskeln.
Man ist der Ansicht, dass das Verfahren bei einer entsprechenden Patientengruppe die Entscheidung für einen ambulanten Eingriff unterstützen könnte. MISS hat sich in der Strabismus-Chirurgie zwar noch nicht als ein Standardzugangsverfahren zum jeweiligen Operationsgebiet etabliert, jedoch nimmt die Verbreitung der zugrundeliegenden Prinzipien bei Augenärzten und Augenkliniken zu.

## Prinzip
Bei einem MISS-Eingriff ist der Einsatz eines Operationsmikroskops der Verwendung einer Lupenbrille vorzuziehen. Statt der relativ großen Bindehauteröffnung, auch als „Türflügel-Technik“ bezeichnet, wird der Zugang zum Operationsgebiet mit sehr kleinen Inzisionen von wenigen Millimetern Größe in unmittelbarer anatomischer Nähe zu dem zu operierenden Augenmuskel geschaffen. Diese Minischnitte werden so weit vom Limbus, dem Übergang von Lederhaut und Bindehaut zur Hornhaut, entfernt gesetzt, dass dieser Bereich nach dem Eingriff von den Lidern bedeckt ist und somit kosmetisch unauffällig bleibt. Zwischen zwei Schnitten wird ein „Tunnel“ gebildet, in dem der Operateur mit feinen Instrumenten den notwendigen Eingriff vornimmt. Sollte es während der Operation zu einer Komplikation kommen, kann die Bindehauteröffnung immer noch auf die Größe der klassischen Türflügel-Schnitte erweitert werden.

## Klinische Ergebnisse
Die Ergebnisse der minimalinvasiven Strabismuschirurgie hinsichtlich der postoperativen Stellung der Augen werden weithin als mit der klassischen Operationsmethode vergleichbar geschildert. Dies zeigte sich auch in einem direkten Vergleich beider Methoden an 40 Kindern, wobei jene, die mit MISS operiert wurden, postoperativ weniger Schwellungen der Bindehaut und der Augenlider aufwiesen. Die geringeren Komplikationsraten und die schnellere Rehabilitation der Patienten sind als wesentliche Vorzüge von MISS etabliert.
Die Effektivität der Methode ist sowohl für die Operation gerader Augenmuskeln wie auch bei der Operation der schrägen  Augenmuskeln dokumentiert worden.
Eine indische Autorengruppe hat über die Effektivität von MISS bei Patienten berichtet, deren Fehlstellung der Augen auf eine Erkrankung der Schilddrüse, den Morbus Basedow, zurückzuführen war.

## Vorteile
Die Vorzüge der minimalinvasiven Technik sind die Vermeidung von trophischen Hornhautkomplikationen und der Senkung des Risikos von Minderdurchblutung (Ischämie) des vorderen Augenabschnitts. Postoperativ verläuft die Wundheilung schneller, Hämatome der Bindehaut treten seltener auf. Bei Revisionseingriffen können stärkere Verwachsungen zwischen Bindehaut und Sklera meist vermieden werden.

## Risiken
MISS ist ein zeitaufwendigerer Eingriff als andere Techniken der Augenmuskelchirurgie. Die kleinen "Schlüsselloch-Öffnungen" können bei älteren Patienten leichter einreißen. Erstreckt sich der Riss auf die Tenonsche Kapsel, kann eine Narbe zurückbleiben. Sollte eine ungewöhnlich starke Blutung einsetzen, müssen die kleinen Inzisionen erweitert werden, um eine Kauterisation durchzuführen. Es gibt jedoch wenig Berichte über Komplikationen, die spezifisch für die minimalinvasive Methode der Schieloperation sind.

## Publikationen
- Ronald D. Gerste: Kleine Schnitte gegen das Schielen. In: Neue Zürcher Zeitung. 21. Juli 2010.
- Martina Frei: Nach Minischnitt wieder geradeaus schauen. In: Tagesanzeiger. 22. Januar 2008.
- D. S. Mojon: Minimally invasive strabismus surgery. In: Br J Ophthalmol. 93(6), 2009, S. 843–844.
- D. S. Mojon: Minimally invasive strabismus surgery. In: H. I. Fine, D. S. Mojon (Hrsg.): Minimally invasive ophthalmic surgery. Springer: 'Heidelberg, 2009, S. 123–152.
- D. S. Mojon: A new transconjunctival muscle reinsertion technique for minimally invasive strabismus surgery. In: J Pediatr Ophthalmol Strabismus. 47, 2010, S. 292–296.
- D. S. Mojon: Review: minimally invasive strabismus surgery. In: Eye. 29, 2015, S. 225–233.